# 熱帶風暴鯨魚 (2015年)
| 太平洋颱風季             |
| 主題頁 - 專題 - 編輯指南 |

熱帶風暴鯨魚（英語：Tropical Storm Kujira，國際編號：1508，聯合颱風警報中心：WP082015）為2015年太平洋颱風季第8個被命名的熱帶氣旋。「鯨魚」（クジラ）一名由日本提供，即鯨魚座。

## 發展過程

### 形成初期，結構散亂
2015年6月18日，一個低壓區在南海中部的季風槽內生成，美國海軍研究實驗室在早上8時給予熱帶擾動編號91W。聯合颱風警報中心於翌日（6月19日）凌晨4時對該系統在24小時內形成為熱帶氣旋的機會評級為「低」，後於同日下午2時將評級提升為「中」。當時該系統在西沙群岛南面徘徊，環流廣闊，但結構雜亂無章。
6月20日凌晨2時，日本氣象廳與臺灣中央氣象局同步將該系統升格為熱帶低氣壓。聯合颱風警報中心在上午11時對該系統評級提升為「高」，並發出熱帶氣旋形成警報，後於晚上8時將該系統升格為熱帶低氣壓，給予編號08W。日本氣象廳在下午2時對該系統發出烈風警報。香港天文台亦在當日上午11時45分表示南海中部的廣闊低壓區正在增強，「一個熱帶氣旋似乎在形成中」，並於當晚10時正將該系統升為熱帶低氣壓。由於受到中等程度的垂直風切變影響，加上空氣流出並不流暢，該熱帶低氣壓的組織仍然鬆散，低層環流中心被中心對流阻礙而較難辨認。同時副熱帶高壓與赤道反氣旋互相角力，使得該系統移動緩慢，經過一段西北至西北偏北的移動路徑後，突然短暫西行，移至西沙之西南面。

### 穩定北移，逐漸增強
隨著副熱帶高壓脊減弱東退，該熱帶低氣壓在6月21日開始以較明顯的速度北移，時速約12公里，到達西沙群岛以西，同時該系統亦稍作增強。臺灣中央氣象局於早上8時將該系統升格為輕度颱風，而中國国家气象中心、越南中央水文氣象預報中心及大韓民國氣象廳亦同時將該系統升格為熱帶風暴；日本氣象廳緊接於上午9時將該系統正式升格為熱帶風暴，給予國際編號1508，並命名為鯨魚。鯨魚的低層環流中心受到淺層對流包裹而變得完整，但卻徹底暴露，強烈對流集中在系統西南部，因為該處受到赤道反氣旋引進的活躍西南季風支援。香港天文台在當晚9時半才將鯨魚升為熱帶風暴，時間上較滯後；此時中國國家氣象中心更已率先將鯨魚升為強熱帶風暴。晚上鯨魚突然短暫出現偏東北路徑，逼近西沙。鯨魚此時的低層環流中心仍然部份外露，對流向西南切離，同時各官方部門對其強度評估的分歧亦變得明顯，中國國家氣象中心評定為強熱帶風暴，其他部門大多評為熱帶風暴（臺灣中央氣象局則是輕度颱風）；惟獨聯合颱風警報中心使用門檻最寬鬆的1分鐘平均風速，卻仍未作出升格，持續評估鯨魚為熱帶低氣壓，直至翌日（22日）早上8時才將鯨魚升為熱帶風暴。

### 西折掠海南，重整旗鼓
鯨魚在6月22日日間穩定向西北偏北移動，橫過南海西北部，逼近海南岛。受強勁垂直風切變影響，鯨魚的對流雲系被切離至西面，中心再次暴露；同時鯨魚被海南島地形牽引而西折。中國國家氣象中心表示鯨魚在下午6時50分於中國海南省萬寧市和樂鎮登陸，並於晚上8時將鯨魚降格為熱帶風暴。鯨魚在晚間至23日凌晨採取較為偏西的路徑，橫過海南，上午移入北部灣。由於鯨魚以比預期更偏西的路徑掠過海南，其中心直接橫越海南島的高山，頗多氣象部門預計鯨魚會因而消散，聯合颱風警報中心更一度將鯨魚降格為熱帶低氣壓；但受到濕潤而炎熱的活躍西南季候風支援，鯨魚能大致維持強度，令聯合颱風警報中心在數小時後將鯨魚重新升格為熱帶風暴，其他部門更在鯨魚橫過海南期間，一直將其評定為熱帶風暴（臺灣中央氣象局則是輕度颱風）。鯨魚之後繼續採取西至西北偏西的路徑，移速維持在每小時10至12公里，橫過北部灣，移向越南北部至廣西一帶。受惠於北部灣的溫暖海水，鯨魚在該處重新組織，強度短暫回升。

### 登陸越南，減弱消散
6月24日，鯨魚逐步恢復西北偏北的移動方向，直逼越南海防市至下龍灣一帶。隨著鯨魚逼近越南北部，聯合颱風警報中心於早上8時再度將其降格為熱帶低氣壓，並發佈最後警報。中國國家氣象中心表示鯨魚在上午11時40分於越南海防市沿海再次登陸，但香港天文台則表示鯨魚在下午才於越南海防市至廣寧省广安市社之間的沿岸正式登陸。香港天文台隨後於當晚9時15分將鯨魚降格為熱帶低氣壓，並於半日後在25日上午9時45分將鯨魚降格為低壓區。日本氣象廳和中國國家氣象中心則在較早前，分別於凌晨4時及5時將鯨魚降格為低壓區，而澳門氣象局亦於當日早上8時的天氣圖亦表示鯨魚已減弱為低壓區。鯨魚的殘餘雲帶繼續大致向西北移動，移入內陸，隨後數日逐漸消散。

### 事後調整
香港天文台在7月3日公佈「2015年6月熱帶氣旋概述」，表示鯨魚移入北部湾後重新組織時才達到強度巔峰，並把鯨魚巔峰時期的接近中心最高持續風速由每小時75公里，稍為上調至每小時85公里。日本氣象廳在事後發佈的最佳路徑中，亦把鯨魚的接近中心最高持續風速上調至45節。

## 影響

### 中國大陸
當地發佈之最高颱風預警信號： 颱風黃色預警信號
隨著鯨魚增強並開始穩定接近，中國國家氣象中心在6月21日下午6時發佈颱風藍色預警信號。由於鯨魚進一步靠近海南，中國國家氣象中心在22日早上6時發佈颱風黃色預警信號。6月23日早上6時，中央氣象台改發颱風藍色預警信號。6月25日早上6時，中央氣象台解除颱風藍色預警信號。

#### 海南
當地發佈之最高颱風預警信號： 颱風黃色預警信號
海南省氣象台在6月20日下午5時發出颱風四級應急響應。隨著鯨魚加強及穩步接近，海南省氣象台在21日上午9時發佈颱風藍色預警信號，並於下午5時發出颱風三級應急響應。

#### 廣東
當地發佈之最高颱風預警信號： 颱風黃色預警信號
6月21日上午11時半，廣東省氣象台發出颱風四級應急響應，並於翌日（22日）早上8時半升級為颱風三級應急響應。

#### 廣西
當地發佈之最高颱風預警信號： 颱風黃色預警信號
6月22日早上6時，廣西省氣象台發佈颱風藍色預警信號。由於鯨魚繼續靠近廣西，廣西省氣象台更進一步於下午6時發佈颱風黃色預警信號。

### 香港
當地發出之最高熱帶氣旋警告信號： 一號戒備信號
香港天文台在6月20日晚上11時50分發出「特別天氣提示」，表示鯨魚將逐漸北移，但在21日會與香港保持一段距離，預計與鯨魚相關狂風驟雨會在隨後數日影響廣東沿岸。天文台表示會密切監察鯨魚的動向，及其對香港天氣的影響。鯨魚在21日早上8時進入距離香港800公里範圍，受到鯨魚的外圍雨帶影響，下午及晚上香港天氣轉壞，有狂風驟雨及雷暴、雨勢有時頗大，境內多處錄得20毫米雨量，市區和大嶼山雨量更達30至50毫米，此外包括長洲、機場在內，普遍地區風力曾急升至強風程度。由於鯨魚突然向偏東北移動，並有所加強，天文台在晚上9時40分發出一號戒備信號，當時鯨魚集結在香港之西南偏南約660公里，增強為熱帶風暴。是次為天文台在2015年首次發出熱帶氣旋警告信號。天文台在晚上9時45分表示，預計隨著鯨魚靠近，離岸風力會逐漸增強，但當晚至翌日（6月22日）早上發出三號熱帶氣旋警告信號的機會不大。
鯨魚在6月22日穩定向西北偏北移動，直逼海南島，天文台在早上7時45分表示除非鯨魚路徑偏東，否則日間發出三號信號機會不大；後於下午4時45分表示，預計鯨魚在23日早上於香港400公里外掠過，發出三號信號機會不大，但受鯨魚的環流影響，會有狂風大驟雨。之後鯨魚突然西折並登陸海南島，提早在22日下午4時最接近香港，在香港之西南約510公里掠過。受狂風大驟雨影響，長洲間中吹強風，而多處地區的風力在23日凌晨短暫飆升，使西貢亦剛好錄得強風，昂坪更有間歇性烈風。隨著鯨魚以偏西路徑橫過海南島並逐漸遠離，天文台在早上6時45分表示考慮短期內取消所有熱帶氣旋警告信號，但提醒市民當日香港仍會受狂風大驟雨影響。天文台在早上7時40分取消所有熱帶氣旋警告信號，當時鯨魚集結在香港之西南偏西約560公里。

### 澳門
當地懸掛之最高熱帶氣旋信號：  一號風球
由於鯨魚增強為熱帶風暴，澳門氣象局在6月21日晚上10時15分懸掛一號風球，當時鯨魚集結在澳門之西南偏南約620公里。氣象局預計晚間懸掛三號風球機會不大。6月22日凌晨4時許表示早上改掛較高風球機會不大。在上午10時表示日間改掛較高風球機會不大。氣象局表示受雲雨帶影響，6月22日和23日會間中有雷雨，風勢增強。鯨魚在下午6時最接近澳門，在澳門之西南約460公里掠過。隨著鯨魚在晚上7時登陸海南，氣象局在晚上10時08分表示晚間改掛較高風球機會不大。在6月23日凌晨4時表示預料改掛較高風球機會不大，但受鯨魚相關雨帶影響，未來兩三天會有驟雨。隨著鯨魚逐漸遠離澳門，氣象局在早上8時半除下所有風球，當時鯨魚集結在澳門之西南偏西約500公里。

#### 統計
| 氣象站             | 信號懸掛期間總雨量（mm） |
| ------------------ | ------------------------ |
| 大潭山             | 62.8                     |
| 大炮台             | 48.2                     |
| 紀念孫中山市政公園 | 52                       |
| 海事博物館         | 69.4                     |
| 路環分站           | 41.8                     |

### 越南
6月21日早上8時，越南中央水文氣象預報中心對鯨魚周邊海域發佈颱風特報，並進行相關預測與觀察。隨著鯨魚靠近，越南中央水文氣象預報中心在6月22日凌晨4時針對越南東北部發佈颱風警報，23日凌晨4時把颱風警報擴展至整個越南北部，24日早上6時針對河內發布颱風大雨特報。當日中午時份，鯨魚登陸海防一帶，並為越南帶來狂風暴雨，造成9人死亡。

## 熱帶氣旋警告使用紀錄

### 中國大陸
| 國家氣象中心 颱風預警信號 | 國家氣象中心 颱風預警信號 | 國家氣象中心 颱風預警信號 |
| ------------------------- | ------------------------- | ------------------------- |
| 上一熱帶氣旋              | 颱風藍色預警信號          | 下一熱帶氣旋              |
| 超強颱風美莎克            | 颱風藍色預警信號          | 颱風蓮花                  |
| 強熱帶風暴鳳凰            | 颱風黃色預警信號          | 颱風蓮花                  |

### 香港
| 香港天文台 熱帶氣旋警告信號 | 香港天文台 熱帶氣旋警告信號 | 香港天文台 熱帶氣旋警告信號 |
| --------------------------- | --------------------------- | --------------------------- |
| 上一熱帶氣旋                | 一號戒備信號                | 下一熱帶氣旋                |
| 颱風海鷗                    | 一號戒備信號                | 颱風蓮花                    |

### 澳門
| 地球物理暨氣象局 熱帶氣旋信號 | 地球物理暨氣象局 熱帶氣旋信號 | 地球物理暨氣象局 熱帶氣旋信號 |
| ----------------------------- | ----------------------------- | ----------------------------- |
| 上一熱帶氣旋                  | 一號風球                      | 下一熱帶氣旋                  |
| 颱風海鷗                      | 一號風球                      | 颱風蓮花                      |

## 釋義
1. ↑  當有2種以上全球預報模式表示某低壓區將於未來48小時內發展為熱帶氣旋，聯合颱風警報中心則將該系統之熱帶氣旋形成機會評級為「低」。除非環境異常優良，否則該系統在24小時內發展為熱帶氣旋的機會甚微。[3]
2. ↑  當有3種以上全球預報模式表示一低壓區將於未來48小時內發展為熱帶氣旋，聯合颱風警報中心則將該系統之熱帶氣旋形成機會評級為「中」。一般而言，即使發展機會增大，系統過了24小時之後發展成熱帶氣旋的機會才較高；但如果環境良好，系統亦可以在24小時內形成熱帶氣旋。[3]
3. ↑  當有3種以上全球預報模式表示一低壓區將於未來24小時內發展為熱帶氣旋，聯合颱風警報中心則將該系統之熱帶氣旋形成機會評級為「高」，並同步發出熱帶氣旋形成警報。此時該系統於24小時之內形成熱帶氣旋的機會極高，若氣象因素特別有利，該系統更可於6小時內增強為熱帶低氣壓。[3]
4. ↑  「垂直風切變」是指比較一垂直高度中的風速及風向差。[6]
5. ↑  前二位為當年公元紀年末二碼（2015），末二位代表鯨魚是當年被日本氣象廳第8個升格為熱帶風暴的熱帶氣旋。

## 外部連結
- （日語）日本氣象廳首頁 （页面存档备份，存于）
- （英文）聯合颱風警報中心首頁 （页面存档备份，存于）
- （简体中文）中央氣象台首頁
- （繁體中文）中央氣象局首頁 （页面存档备份，存于）
- （繁體中文）香港天文台首頁 （页面存档备份，存于）
- （繁體中文）澳門地球物理暨氣象局首頁 （页面存档备份，存于）
- （越南文）中央水文氣象預報中心首頁 （页面存档备份，存于）